# Pochazia formosana
Pochazia formosana är en insektsart som först beskrevs av Teiso Esaki 1931.  Pochazia formosana ingår i släktet Pochazia och familjen Ricaniidae. Inga underarter finns listade i Catalogue of Life.